# Swinging Soul Machine
Swinging Soul Machine (ook bekend als Machine) is een Nederlandse soulgroep met een in de loop der jaren sterk wisselende samenstelling van 1966 tot heden. In 1969 had de band een hit met Spooky's Day-Off. Daarna genoot ze vooral populariteit als live-act.

## Geschiedenis

### Swinging Soul Machine
Swinging Soul Machine wordt opgericht in 1966 door Hoeney Chen en Jan de Bliek. Van de eerste bezetting maken tevens gitarist Hans Kuttschreuter en de neven Jan en Willem Warbie deel uit. Chen wordt na enige tijd vervangen door Iwan "Spooky"' Groeneveld. In de eerste jaren groeide de Swinging Soul Machine uit tot een populaire live-act, niet alleen in het uitgaansleven van Rotterdam, maar ook ver daarbuiten.
1969 is het succesjaar van Swinging Soul Machine. Pop-producer Jaap Eggermont ontdekt het orkest en neemt in de GTB-Studio in Den Haag het nummer Spooky's Day-Off op. De 7 inch-vinylsingle Nobody Wants You / Spooky's Day-Off staat 14 weken in de Top 40, hoogste positie 2. Zoals de titel aangeeft waren de leden van de groep niet fulltime professioneel actief als muzikant en werd het nummer van de oorspronkelijke B-kant opgenomen toen zanger "Spooky" Groeneveld een vrije dag had. Op de A-kant stond het nummer Nobody Wants You. Het nummer Spooky's Day-Off is door Paul Vink geschreven in zijn ouderlijk huis. Spooky's Day-Off is uitgebracht op de LP Through The Eye. Op dit album staan negen nummers die door Paul Vink alleen zijn geschreven en twee nummers gezamenlijk door Paul Vink en Jan Warbie.
In 1969 komt ook de single Stop The Machine / The Horns Of Victory uit op 7 inch-vinyl. Deze staat negen weken in de Top 40, hoogste positie 6. Dit nummer is eveneens geschreven door Paul Vink.
Dit jaar verschijnt ook het eveneens door Jaap Eggermont geproduceerde debuutalbum, dat redelijk succesvol blijkt. De band moet het echter vooral van de optredens hebben.
In 1970 verlaat Spooky de band om zijn muzikale loopbaan te vervolgen in het duo Spooky and Sue. Swinging Soul Machine kort de naam in tot Machine en probeert nog een keer te scoren met Spooky's Day-Off, maar legt zich uiteindelijk toe op meer progressief en gitaargericht materiaal. Zanger is dan John Caljouw (ex-Dragonfly). De band valt enkele jaren later uit elkaar.
Halverwege de jaren tachtig herenigen enkele leden van de Swinging Soul Machine zich met een nieuwe zanger, Eddie Taylor. Aangevuld met nieuwe muzikanten is de groep veelvuldig te horen op Back to the Sixties-avonden. Tevens begeleiden ze beroemde soul-artiesten zoals Percy Sledge en The Trammps begeleid hun tournees door Nederland en verzorgt de band een voorprogramma van James Brown. In 1990 wordt onder leiding van Okkie Huijsdens een nieuwe versie van Spooky's Day-Off opgenomen, die echter geen nieuwe hit oplevert.
De meeste leden van het eerste uur verlaten in de loop der jaren de groep. De band Swinging Soul Machine blijft echter doorgaan met optredens, onder meer als begeleiders van The Supremes, Sister Sledge, The Three Degrees, Jimmy Bo'Horn, Eddie Floyd en CB Milton.

### Machine
Een aantal leden van de band heeft een tijd lang gespeeld onder de naam Machine. Deze formatie speelde drie jaar in het buitenland en bestond uit zeven mannen: Jan de Bliek, Paul Vink, Mac Sell, Arie van Gelderen, John Caljouw, Lody Bliek (een neef van drummer Jan de Bliek). Lody Bliek (saxofoon) kwam uit de Spaanse band Los Bravos (nr. 1 wereldhit Black Is Black). Het eerste jaar dat men in Spanje verbleef, speelde Machine in Barcelona, Lloret de Mar, Palma de Mallorca, Logroño en Madrid. Daar kwamen zij in contact met een Franse nachtclubeigenaar, die de band een jaar lang in Frankrijk liet optreden. De groep trad op in onder meer Parijs, Cannes, St. Tropez en Monaco en werd geprogrammeerd met Johnny Hallyday, Santana, Aphrodite's Child, Vince Taylor en anderen. Jan de Bliek heeft later in Parijs en Nice sessies gedaan met beroemde Franse artiesten. Paul Vink zou later opduiken in bands als Livin' Blues. Machine scoorde in 1970 een hit met het nummer Lonesome tree.

## Bezetting
- John Caljouw (zang, gitaar)
- Jan Warbie (basgitaar)
- Willem Warbie (saxofoon)
- Jan de Bliek (drums)
- Willy Wortel (baritonsaxofoon)
- Leo Cornelissen (trompet)
- François Content (trompet)
- Iwan Groeneveld/Spooky (zang)
- Mac Sell (gitaar)
- Paul Vink (toetsen)
- Eddie Taylor (zang)

## Discografie

### Albums
| Album met eventuele hitnotering(en) in de Nederlandse Album Top 100 | Datum van verschijnen | Datum van binnenkomst | Hoogste positie | Aantal weken | Opmerkingen        |
| ------------------------------------------------------------------- | --------------------- | --------------------- | --------------- | ------------ | ------------------ |
| Through the eye                                                     | 1969                  | -                     |                 |              |                    |
| Machine                                                             | 1970                  | -                     |                 |              | als Machine        |
| Through the eye                                                     | 2002                  | -                     |                 |              | met 8 bonus tracks |

### Singles
| Single met eventuele hitnotering(en) in de Nederlandse Top 40 | Datum van verschijnen | Datum van binnenkomst | Hoogste positie | Aantal weken | Opmerkingen                               |
| ------------------------------------------------------------- | --------------------- | --------------------- | --------------- | ------------ | ----------------------------------------- |
| Spooky's day-off                                              | 1969                  | 25-01-1969            | 2               | 14           |                                           |
| Stop the machine                                              | 1969                  | 31-05-1969            | 6               | 9            |                                           |
| The band                                                      | 1969                  | 11-10-1969            | 21              | 5            |                                           |
| Lonesome tree                                                 | 1970                  | 02-05-1970            | 11              | 8            | als Machine / Nr. 13 in de Single Top 100 |
| Rainmaker                                                     | 1970                  | 19-09-1970            | tip13           | -            | als Machine                               |
| Spooky's day-off                                              | 1972                  | -                     |                 |              |                                           |
| Soul Christmas                                                | 1985                  | -                     |                 |              |                                           |
| Fire (in your eyes)                                           | 1986                  | -                     |                 |              |                                           |
| Spooky's day-off                                              | 1990                  | -                     |                 |              |                                           |

### NPO Radio 2 Top 2000
| Nummer met noteringen in de NPO Radio 2 Top 2000 | '99  | '00  | '01  | '02  | '03  |
| ------------------------------------------------ | ---- | ---- | ---- | ---- | ---- |
| Spooky's Day-Off                                 | 1540 | 1397 | 1245 | 1865 | 1769 |

1. ↑  Een vetgedrukt getal geeft de hoogste notering aan.
2. ↑  Deze tabel is bijgewerkt tot en met de laatste editie (2024).

### Dvd's
- 1985 - Reünie SSM Schiedam
- 1986 - The Swinging Soul Machine live in The VIP Club
- 1985-1990 - The Swinging Soul Machine (TV)
- 1988 - The Swinging Soul Machine BigBand Live in Ahoy
- 1989 - Mallboro Music Live The Swinging Soul Machine & The Trammps
- 1990 - The Swinging Soul Machine live in Parkzicht